# Twilight (Pennsylvanie)
Pour les articles homonymes, voir Twilight (homonymie).
Twilight est un borough situé à l'est du comté de Washington, en Pennsylvanie, aux États-Unis,. En 2010, il comptait une population de 233 habitants, estimée au 1er juillet 2020 à 232 habitants. Le borough est incorporé le 12 février 1894.

## Démographie
Lors du recensement de 2010, le borough comptait une population de 233 habitants. Elle est estimée, en 2020, à 232 habitants.